# Gotham Records
Gotham Records est un label discographique indépendant américain, anciennement basé à Philadelphie, en Pennsylvanie, actif entre 1946 et 1956. 

## Histoire
Gotham Records est fondé à New York en 1946 par Sam Goode et Irv Ballen. Ce dernier devient en 1948 le seul propriétaire du label et déménage ses activités à Philadelphie. Le label produit des disques de rhythm and blues, de doo-wop et de gospel. Les principaux groupes et artistes du label sont : Jimmy Preston, The Capris, The Hearts, Panama Francis, Earl Bostic, et The Cap-Tans.
Le label cesse ses activités en 1956.